# نرم‌افزار ردگیری زمان
نرم‌افزار ردگیری زمان (به انگلیسی: Time tracking software) گونه‌ای از نرم‌افزارهای رایانه‌ای است که به کاربران اجازه می‌دهد زمان صرف‌شده توسط رایانه بر روی وظایف مختلف را اندازه‌گیری کنند و ممکن است بخشی از یک برنامهٔ مدیریت پروژه باشند. این نرم‌افزارها می‌توانند سیاهه‌ای از زمان‌های صرف‌شده بر روی کارهای مختلف را ضبط کنند و مدت‌زمان دقیق صرف‌شده بر روی هر یک را مشخص نمایند.
نرم‌افزارهای ردگیری زمان دسته‌ای از نرم‌افزارهای مدیریت پروژه هستند که اجازه می‌دهند زمان دقیق صرف‌شده برای پیاده‌سازی پروژه اندازه‌گیری شود که در درازمدت به دستیابی به یک تقریب از سطح مهارت‌ها کمک می‌کند. بسیاری از شرکت‌ها صورت‌حساب مشتریان خود را بر پایهٔ اندازه‌گیری زمان دقیق صرف‌شده بر روی کار صادر می‌کنند.
این نرم‌افزارها در کنار ساده‌سازی اندازه‌گیری زمان صرف شده بر روی کار مشتریان—نسبت به روش‌های کاغذی یا استفاده از نرم‌افزارهای نسبتاً سنگین صفحه گسترده—تخمینی از زمان لازم برای انجام کارهای مشابه نیز به دست می‌دهند که می‌تواند برای پروژه‌های آینده مفید باشد. استفاده از چنین نرم‌افزارهایی علاوه بر صرفه‌جویی در مصرف کاغذ می‌تواند به قابلیت سازمان‌دهی و بالا بردن بهره‌وری کمک کند.
حتی اگر صورت‌حساب مشتریان به صورت ساعتی نباشد، همچنان استفاده از نرم‌افزار ردگیری زمان می‌تواند مفید واقع گردد و به تعیین نرخ پروژه‌های آینده کمک کند.